# Franciszek Stefanowicz
Franciszek Stefanowicz (ur. 29 września 1801 w Mosinie, zm. 23 marca 1871 w Poznaniu) – duchowny rzymskokatolicki, biskup pomocniczy poznański w latach 1855–1871.

## Życiorys
Urodził się 29 września 1801 w Mosinie, w rodzinie Rocha, mistrza garncarskiego, i Zofii z Noskowiczów. Kształcił się u miejscowego księdza, następnie w szkole średniej przy poznańskim seminarium duchownym, do którego wstąpił w 1818. Święcenia subdiakonatu przyjął 13 października 1822, a diakonatu 20 grudnia 1823. Krótko był guwernerem synów Józefa Morawskiego w Luboni, a następnie synów Antoniego Sczanieckiego w Sarbinowie. 3 października 1824 został wyświęcony na prezbitera w kościele
w Mosinie przez biskupa pomocniczego gnieźnieńskiego Marcina Siemieńskiego.
Pracował jako wikariusz w parafiach w Zakrzewie, Nieparcie i Czaczu, pełnił również funkcje kapelana u Sczanieckich w Sarbinowie i komendarza (administratora) parafii w Pakosławiu. W latach 1831–1854 był proboszczem parafii Narodzenia Najświętszej Maryi Panny w Poniecu, gdzie pobierał sowite beneficjum, sprzyjające mu w prowadzeniu działalności społecznej i politycznej. Doprowadził do renowacji budynku kościelnego i odnowienia ołtarzy. W latach 40. XIX w. pełnił funkcję dziekana krobskiego. Jako pierwszy w Wielkopolsce zorganizował w 1851 rekolekcje dla kapłanów dekanatu krobskiego. Przyczynił się do utworzenia w 1852 szkoły katolickiej w Poniecu. W latach 1854–1858 sprawował urząd radcy konsystorialnego. W 1854 został ustanowiony kanonikiem katedralnym poznańskim (miał nim zostać już w 1847, ale jego nominację zablokowały władze pruskie).
16 listopada 1854 został prekonizowany biskupem pomocniczym archidiecezji poznańskiej ze stolicą tytularną Samosata. Święcenia biskupie przyjął 1 stycznia 1855 w kościele św. Klaudiusza w Rzymie. Konsekrował go kardynał Giacomo Filippo Fransoni w asyście Paula Cullena, arcybiskupa metropolity Dublinu, i Thomasa Granta, biskupa diecezjalnego Southwarku. W 1855 objął opiekę duchową nad nowo powstałym Zgromadzeniem Służebniczek Bogarodzicy. Na początku 1865 arcybiskup metropolita gnieźnieński i poznański Leon Przyłuski, po otrzymaniu propozycji promocji do godności kardynała i przejścia do pracy w Kurii Rzymskiej, przedstawił papieżowi jego jako kandydata na swojego koadiutora, jednakże Pius IX odrzucił tę kandydaturę, wskazując na biskupa Mieczysława Ledóchowskiego, nuncjusza papieskiego w Brukseli. W międzyczasie w marcu 1865 zmarł arcybiskup Przyłuski, a kapituły gnieźnieńska i poznańska przystąpiły do wyborów kandydatów na urząd arcybiskupi. W ich wyniku biskup Stefanowicz uzyskał trzecie miejsce, ale lista sześciu kandydatów została odrzucona przez rząd pruski. W uzasadnieniu stanowiska o zakwestionowaniu jego kandydatury naczelny prezes Wielkiego Księstwa Poznańskiego Karl Horn określił go jako „polskiego fanatyka”, skłonnego do gier hazardowych, towarzyskiego, posiadającego umiejętność przekonywania do swoich racji i mającego rozległe znajomości w ceniących go sferach szlacheckich. Po desygnowaniu Mieczysława Ledóchowskiego przez Piusa IX na arcybiskupa gnieźnieńskiego i poznańskiego, co nastąpiło wbrew wyborom kapituł, przypadło mu zadanie przekonania kapituł do poparcia papieskiego kandydata. Sam mimo odmiennego zdania w imię wyższych racji zagłosował na niego. Uchylił się jednak od wyjazdu do Brukseli w celu przekazania mu aktu elekcji i nie wziął udziału w jego ingresie w kwietniu 1866. Stosunki między obydwoma hierarchami były chłodne. Arcybiskup Mieczysław Ledóchowski nie nadał mu urzędów, zarzucił mu wykonywanie czynności pontyfikalnych bez jego zgody i przypomniał mu o przysługującym mu prawie zawieszenia nieposłusznego biskupa. Ostatecznie pod koniec 1868 nastąpiła poprawa relacji po tym, gdy biskup Stefanowicz podporządkował się arcybiskupowi.
Konsekrował biskupa diecezjalnego chełmińskiego Jana Nepomucena Marwicza (1857), a także był współkonsekratorem podczas sakr biskupa pomocniczego wrocławskiego Bernarda Bogedaina (1858) i biskupa pomocniczego gnieźnieńskiego Józefa Cybichowskiego (1867).
W 1848 został wybrany na posła do Zgromadzenia Narodowego w Berlinie z powiatu krobskiego, jednakże wykazywał się małą aktywnością w jego obradach i niską frekwencją w głosowaniach. Również w 1848 był w gronie z założycieli Ligi Polskiej, a także podpisał odezwę „deputowanych katolickich” (duchownych) wyrażającą sprzeciw wobec zapisom projektu konstytucji pruskiej m.in. znoszącym nadzór Kościoła nad szkołami elementarnymi. Od 1857 należał do Poznańskiego Towarzystwa Przyjaciół Nauk. Wykazywał postawę patriotyczną, mobilizował Polaków do starań o odzyskanie niepodległości. Przed wyborami do parlamentu pruskiego w 1858 razem z Gustawem Potworowskim przewodził komitetowi wyborczemu. Został wybrany do parlamentu, razem z innymi 18 polskimi reprezentantami, ale mandatu nie przyjął, jego miejsce zajął Władysław Niegolewski. 
Zmarł 23 marca 1871 w Poznaniu. Został pochowany w podziemiach archikatedry poznańskiej.